# Big wheel (Icehouse)
Big wheel is het achtste studioalbum van Icehouse uit Australië. Bandleider Iva Davies trok met dit album nog meer macht naar zich toe. Het album werd opgenomen in zijn DIVA geluidsstudio in zijn huis in Whale Beach, suburb van Sydney en werd uitgegeven op zijn eigen platenlabel DIVA Records. Alhoewel nog wel in de stijl van de new wave klonk dit album meer richting rock was ook de mening van muziekblad Rolling Stone Australia (toen het album uitkwam) en Allmusic. Het werd wel vergeleken met muziek van de band Suede en hier en daar David Bowie, commentaar was er ook; de teksten waren zwak (Het album vermeldt dat het album een centraal thema heeft, maar dat herkenden beide vakinstanties niet).
Het album ontstond tijdens of vlak na de rechtszaak tussen Davies en het platenlabel Chrysalis Records over de rechten van hun oude albums. Het album bereikte een ten opzichte van eerdere albums magere 44e plaats in de Australische albumlijst.
Sommige albums bevatte een Australische primeur; ze gingen gepaard met een interactieve disc.

## Musici
Icehouse bestaat dan uit drie man:
- Iva Davies – zang, gitaar, basgitaar, toetsinstrumenten
- David Chapman – gitaar, toetsinstrumenten, achtergrondzang
- Paul Wheeler – drumstel, percussie, achtergrondzang

Met
- Ben Nightingale – gitaar op Sam the man

## Muziek
Teksten van Davies behalve Big wheel van Davies en Chapman; alle muziek van Icehouse, behalve Goodbye, Valentine van Davies, Simon Lloyd (ex-lid) en Wheeler

| Nr. | Titel              | Duur        |
| --- | ------------------ | ----------- |
| 1.  | Big wheel          | 4:28        |
| 2.  | Satellite          | 4:00 (4:19) |
| 3.  | Goodbye, Valentine | 4:07        |
| 4.  | Judas              | 4:22 (5:20) |
| 5.  | Invisible people   | 4:37 (6:10) |
| 6.  | Feed the machine   | 3:44 (5:33) |
| 7.  | Cadillac           | 4:08        |
| 8.  | Sam the man        | 3:57        |
| 9.  | Stolen guitar      | 4;24        |
| 10. | The system         | 5:48 (6:56) |

De tijden weken af van de vermelde tijdsduren vermeld in het boekwerkje. Tussen haakjes zijn de daadwerkelijke tijdsduren vermeld van het desbetreffende nummer; Icehouse zorgde aan het eind van een aantal nummers voor instrumentale intermezzo’s (links zoals het album het aangeeft) naar het volgende. Het album kreeg bij heruitgaven een aantal bonustracks mee. Big wheel, Satellite en Invisible people werden uitgebracht als single, maar kenden ook niet het verkoopsucces van eerdere singles.